# Comandante Cappellini
Il Comandante Cappellini è stato un sommergibile della Regia Marina.

## Attività bellica
Allo scoppio della seconda guerra mondiale il Cappellini era inquadrato nel Comando Flotta sommergibili nella II Squadriglia del I Gruppo di base alla Spezia.
Al comando del capitano di corvetta Cristiano Masi, fu uno dei primi sommergibili italiani ad essere inviati in Atlantico: salpò da Cagliari già il 6 giugno 1940, diretto in una zona compresa fra Casablanca, le Isole Canarie e Madera. Il 12-13 giugno, mentre si accingeva a passare lo stretto di Gibilterra, fu attaccato dal peschereccio antisommergibile HMS Arctic Ranger e riparò in acque marocchine (quindi spagnole): fu comunque bombardato con cariche di profondità sia dall'Arctic Ranger che da un cacciatorpediniere frattanto sopraggiunto, il Vidette. Fu poi costretto a rifugiarsi nel porto di Ceuta, fingendo delle avarie, per eludere, grazie anche alla compiacenza delle autorità spagnole, la Convenzione dell'Aja, che consentiva alle unità di paesi belligeranti una sosta massima di 24 ore in porti di paesi neutrali; l'equipaggio, apparentemente sceso in franchigia (gli ufficiali ed il comandante si erano recati a teatro) risalì a bordo durante la notte e il sommergibile poté partire.
Rientrato alla base della Spezia, ad assumerne il comando fu il capitano di corvetta Salvatore Todaro. Fu destinato alla base atlantica di BETASOM a Bordeaux, nella Francia occupata; avrebbe dovuto partire già in agosto, ma la partenza fu rinviata per avarie. Il Cappellini partì infine per la sua destinazione il 29 settembre 1940.

### Servizio in Atlantico
Attraversato lo stretto di Gibilterra e raggiunta la propria zona d'agguato fra i paralleli di Vigo e Mogador, il 13 ottobre 1940 il Cappellini intimò il fermo al piroscafo jugoslavo Rapin Topick e lo ispezionò per verificare che non trasportasse materiale bellico, dovendo poi lasciarlo andare perché era effettivamente tutto a posto. Due giorni dopo il sommergibile attaccò il piroscafo belga Kabalo (5186 tsl), circa 700 miglia a nord-nordovest di Madera (la nave aveva perso il contatto con il proprio convoglio, il «QB23»); ingaggiò con esso un duello d'artiglieria e lo centrò più volte, immobilizzandolo e facendolo sbandare in fiamme sulla sinistra. Lanciò tre siluri, che però passarono sotto lo scafo senza esplodere, e quindi riaprì il fuoco col cannone, affondandolo a 720 miglia per 268° da Madera. Prese poi a rimorchio una lancia di salvataggio con 26 superstiti (della seconda imbarcazione andò alla ricerca ma venne poi a sapere che era già stata trovata da un mercantile, il Panama) e, quando la lancia fu distrutta dalla forza del mare, ne prese a bordo gli occupanti trasportandoli fino alle Azzorre, ove li sbarcò il 19 ottobre.

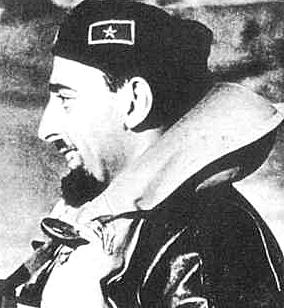
Il comandante Salvatore Todaro

Il 22 dicembre 1940 partì per una seconda missione atlantica ed il 5 gennaio 1941 attaccò col cannone il piroscafo britannico Shakespeare (5029 tsl), in navigazione fra le Canarie e l'Africa: nel successivo scontro (anche lo Shakespeare reagì con l'armamento di bordo) la nave fu affondata, mentre il Cappellini, colpito da un proiettile in torretta, subì la perdita del sergente Ferruccio Azzolin. Il sommergibile italiano trasse poi in salvo i 23 naufraghi dello Shakespeare (mentre altri 19 membri dell'equipaggio del piroscafo erano morti nell'affondamento), li prese a bordo e li sbarcò in una delle Isole di Capo Verde, l'Isola di Sal.
Il successivo 14 gennaio attaccò il piroscafo armato inglese Eumaeus (7472 tsl): dapprima gli lanciò due siluri che furono però evitati, poi aprì il fuoco con i due cannoni cui risposero quelli della nave inglese: nel violento combattimento che ne seguì (e che si protrasse per più di due ore) persero la vita tre uomini del Cappellini (il sergente Francesco Moccia, il comune Giuseppe Bastino e il tenente del Corpo del genio navale Danilo Stiepovich, che aveva preso il posto, durante il combattimento, di un mitragliere ferito ed al quale sarebbe poi stata conferita la Medaglia d'oro al valor militare alla memoria), mentre l'Eumaeus fu infine affondato a 118 miglia per 285° da Capo Sierra Leone (morirono 80 dei 91 uomini dell'equipaggio). Per affondare l'Eumaneus erano stati necessari 105 proiettili.
Alla fine del combattimento, danneggiato da due bombe sganciate da un idrovolante britannico (gli ordigni non colpirono il sommergibile ma esplosero vicino allo scafo, danneggiando i motori e provocando vie d'acqua), il battello si rifugiò a La Ruz nella Gran Canaria, dove sbarcò i feriti e dove venne riparato, grazie alla compiacenza delle autorità spagnole (che gli accordarono tre giorni per le riparazioni); nella notte fra il 23 ed il 24 gennaio ripartì e il 30, dopo aver percorso 7600 miglia nautiche, arrivò a Bordeaux, restando poi in riparazione per due mesi. Il comportamento di Todaro fu molto apprezzato dal comandante di Betasom, ammiraglio Angelo Parona, e anche da Karl Dönitz, comandante degli U-Boot tedeschi (che tuttavia commentò anche che a Todaro sarebbe stato meglio «dare il comando di una cannoniera»).
Nell'aprile del 1941 ritenne di aver affondato un mercantile tipo «Accra» in acque scozzesi (il sommergibile ne aveva attaccati due), ma non esistono conferme.
Il 29 giugno 1941 il Cappellini, partito per una nuova missione, dovette tornare in porto per guasti frattanto sopravvenuti; in luglio Salvatore Todaro lasciò il comando del sommergibile per arruolarsi nella Xª Flottiglia MAS. A sostituirlo al comando del battello fu nominato il tenente di vascello Aldo Lenzi, sotto il cui comando il Cappellini danneggiò molto gravemente, durante la sua sesta missione (il 2 dicembre 1941), il mercantile Miguel de Larringa, colpendolo con due dei cinque siluri lanciati. Questa la versione italiana; fonti britanniche sostengono invece che la nave non fu colpita e giunse senza problemi a Freetown, il 14 dicembre.
In seguito ad assumere il comando del battello fu il tenente di vascello Marco Revedin, al comando del quale il Cappellini compì una prima missione priva di risultati nei primi mesi del 1942; durante la seconda missione dell'anno (al largo del Brasile) il sommergibile silurò e affondò, il 19 maggio 1942, la motonave svedese Tisnaren (5747 tsl, sbandata dal convoglio «OS27»), salvandone tutti i 40 uomini dell'equipaggio, ed il successivo 31 maggio inseguì e affondò la cisterna militare inglese Dinsdale (in rotta Città del Capo-Trinidad carica di benzina), dovendo impiegare sei siluri per colarla a picco.

#### La tragedia del Laconia
Il Cappellini prese poi parte il successivo settembre, al salvataggio dei sopravvissuti del Laconia, un transatlantico inglese convertito al trasporto di truppe e prigionieri, che era stato affondato il 12 settembre 1942 presso l'Isola di Ascensione, dal sommergibile tedesco U-156 al comando del capitano di corvetta Werner Hartenstein. Nell'incidente persero tragicamente la vita circa 1400 prigionieri di guerra italiani reduci della prima battaglia di El Alamein che si trovavano a bordo della nave, sia perché uccisi dagli scoppi dei siluri, sia perché i militari inglesi e polacchi di scorta si rifiutarono di aprire le stive e lasciarli uscire, sia perché quanti riuscirono ad abbandonare la nave furono respinti dalle scialuppe (in alcuni casi si arrivò a mozzar loro le mani con asce e accette) e dovettero buttarsi nel mare infestato dagli squali; peraltro un bombardiere statunitense attaccò l'U-156 (che aveva iniziato l'opera di soccorso) obbligandolo ad immergersi e allontanarsi. In soccorso dei superstiti furono inviati due U-Boot, l'U-506 e l'U-507, tre unità francesi e appunto il Cappellini.
Il sommergibile, che si trovava in mare dal 21 agosto, fu dirottato verso il luogo del disastro il mattino del 13 settembre e arrivò sul posto nella mattinata del 16. S'imbatté dapprima in due scialuppe con a bordo rispettivamente 50 e 84 occupanti, tutti inglesi, e rifornì la seconda di provviste e acqua; raggiunse poi alcune scialuppe malconce (due semiaffondate) che rifornì di provviste e recuperò tutti i naufraghi che trovò in mare, ossia 19 fra inglesi e polacchi (che furono poi trasferiti sulle scialuppe incontrate, tranne due ufficiali trattenuti come prigionieri) e 49 italiani (due dei quali morirono il giorno successivo); quindi andò in cerca delle navi francesi e ne incontrò una, la Dumont d'Urville, sulla quale furono trasbordati 41 dei 47 italiani. Il Cappellini raggiunse poi la sua zona d'agguato. La vicenda turbò profondamente l'animo di Salvatore Todaro quando seppe della vicenda, lui che tante volte aveva messo a repentaglio persino il suo equipaggio per salvare i naufraghi delle navi affondate.

### La fine dell'attività offensiva e le missioni di trasporto per l'Estremo Oriente
Fra gli ultimi giorni dicembre 1942 e la prima metà dell'aprile 1943 compì la sua ultima missione offensiva, al largo del Brasile. Non riportò nessun successo e fu invece danneggiato da un attacco aereo, con morti e feriti.
Se ne decise quindi, su richiesta tedesca, la conversione in sommergibile da trasporto per missioni verso l'Estremo Oriente; gli venne assegnato il nominativo identificativo Aquila III. I lavori durarono da aprile a maggio e comportarono l'eliminazione di cannoni, tubi lanciasiluri, alcuni componenti delle batterie nonché varie altre modifiche.
L'11 maggio 1943 il Cappellini fu il primo sommergibile a partire per l'Estremo Oriente, al comando del capitano di corvetta Walter Auconi, con a bordo 95 tonnellate di acciaio speciale, alluminio, munizioni e parti di ricambio. Causa il maltempo e consumi imprevisti di carburante il viaggio fu piuttosto difficoltoso e si rese necessario transitare nei pressi della costa africana (aumentando il rischio di essere attaccati) per limitare il consumo di nafta; comunque il sommergibile, dopo 57 giorni di navigazione, arrivò a Sabang (Indonesia) e da lì si spostò poi a Singapore, da dove sarebbe dovuto ripartire, per il viaggio di ritorno, con 110 tonnellate di gomma.

### Al servizio della Kriegsmarine e della Marina Imperiale Giapponese

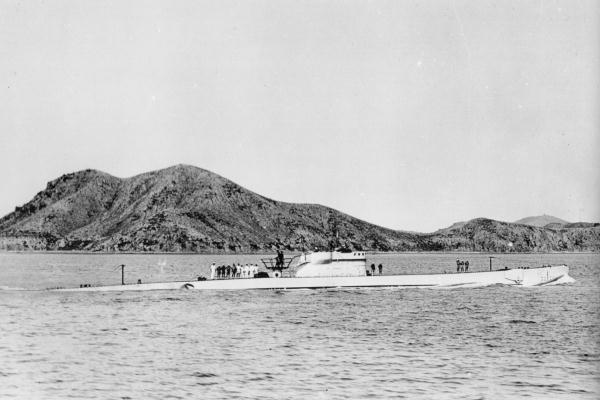
L'U.IT.24 (ex Cappellini) a Seto-Naikai (Giappone) nel 1944

I battelli fecero appena in tempo a sbarcare il loro carico nel porto di Singapore, e non avevano ancora stivato tutto il quantitativo di gomma, stagno e metalli rari destinati all'industria bellica italo-tedesca che alla notizia dell'armistizio dell'8 settembre i loro equipaggi vennero fatti prigionieri dai giapponesi. Dopo alcune settimane di dura segregazione, disobbedendo alle indicazioni degli ufficiali, la quasi totalità dell'equipaggio dei tre battelli decise di continuare a combattere a fianco degli ex-alleati tedeschi e giapponesi, aderendo di fatto alla Repubblica Sociale Italiana.
Incorporato nella Kriegsmarine con equipaggio italo-tedesco, il Cappellini venne ribattezzato U. IT. 24, ma sostanzialmente non fu mai impiegato.
Con la resa della Germania, avvenuta l'8 maggio 1945, fu catturato dai giapponesi, incorporato nella Marina imperiale giapponese e rinominato I. 503.
Con un equipaggio misto italo-giapponese continuò a combattere nel Pacifico e con le mitragliere Breda da 13,2mm riuscì ad abbattere, il 22 agosto 1945, un bimotore da bombardamento USA a Kōbe.
Dopo la resa del Giappone i pochi marinai italiani superstiti vennero imprigionati dagli statunitensi, mentre il Cappellini fu portato ad affondare nelle acque al largo di Kōbe il 16 aprile 1946 (secondo altre fonti il 2 settembre 1945). Il Cappellini e un altro sommergibile italiano, il Torelli, furono le uniche unità militari ad aver servito sotto tutte e tre le bandiere dell'Asse.
Nel dopoguerra il nome Alfredo Cappellini venne dato all'ex USS Capitaine, esemplare della classe Balao ceduto dagli Stati Uniti alla Marina Militare Italiana.

## Filmografia
- La grande speranza (1955), regia di Duilio Coletti
- L'affondamento del Laconia (2011), miniserie TV anglo-tedesca in due puntate
- Sensuikan Cappellini-go no boken (2022), film TV giapponese
- Comandante (2023), regia di Edoardo De Angelis